# 豊橋市立細谷小学校
豊橋市立細谷小学校（とよはししりつ ほそやしょうがっこう）は、愛知県豊橋市細谷町にある公立小学校。

## 概要
- 細谷町の一部、西山町、東細谷町の一部が校区（旧・渥美郡二川町南部に該当）であり、公立中学校の進学先は豊橋市立五並中学校である。

## 沿革
- 1873年（明治6年） - 細谷義校として開校。
- 1874年（明治7年） - 小島村の小島学校を統合する。小島村、小松原村、寺沢村に分教場を設置する。
- 1878年（明治11年） - 
  - 上細谷村、下細谷村、小島村、小松原村、寺沢村、西七根村、東七根村が合併し、五並村となる。
  - 小島分教場が独立し、小島学校となる。
  - 寺沢分教場が独立し、寺沢学校となる。
- 1884年（明治17年） - 五並村が分割され、上細谷村、下細谷村、小島村、小松原村、寺沢村、七根村[注釈 1]となる。
- 1887年（明治20年） - 尋常小学細谷学校に改称する。
- 1889年（明治22年） -
  - 上細谷村、下細谷村が合併し、細谷村が発足。
  - 現在地に校舎を新築し、移転する。
- 1891年（明治24年） - 高等科を設置し、細谷尋常高等小学校に改称する。
- 1906年（明治39年）7月1日 - 大川町、谷川村、細谷村、小沢村が合併し、二川町が発足。
- 1907年（明治40年） - 二川南部尋常高等小学校に改称する。
- 1909年（明治42年） - 高等科を廃止し、二川南部尋常小学校に改称する。
- 1918年（大正7年） - 高等科を設置し、二川南部尋常高等小学校に改称する。
- 1941年（昭和16年）4月1日 - 二川南部国民学校に改称する。
- 1947年（昭和22年）4月1日 - 二川町立南部小学校に改称する。
- 1955年（昭和30年）3月1日 - 二川町が豊橋市に編入される。同時に豊橋市立細谷小学校に改称する。
- 1966年（昭和41年） - プールが完成する。
- 1972年（昭和47年） - 新校舎（鉄筋コンクリート造。現・北校舎）が完成する。
- 1973年（昭和48年） - 体育館が完成する。
- 1975年（昭和50年） - 青い目の人形「エセルディーン」が見つかる。
- 1980年（昭和55年） - 南校舎が完成する。
- 1988年（昭和63年） - 校区の一部が新設の豊橋市立二川南小学校に移る。

## 交通アクセス
- 豊鉄バス二川線「一里山」バス停より徒歩約35分。

東海道新幹線・東海道本線・飯田線・名鉄名古屋本線豊橋駅、東海道本線二川駅から【57系統】「一里山」行。　※平日のみ運行
- 湖西市自主運行バス白須賀鷲津線「長谷西」バス停より徒歩約35分。

東海道本線鷲津駅より「長谷西」行。

## 周辺施設
- 豊橋市立五並中学校